# سوبر تروبرس 2
سوبر تروبرس 2 (بالإنجليزية: Super Troopers 2)‏ هو فيلم كوميديا أمريكي 2018. من إخراج جاي تشاندراسيخار وتأليف بروكن ليزارد وبطولة جاي تشاندراسيخار و بول سوتر و ستيف ليم و إريك ستولهانسك و كيفين هيفرمان وهو الجزء الثاني من فيلم سوبر تروبرس الذي تم إنتاجه في سنة 2001. تم توزيع هذا الفيلم عن طريق شركة فوكس سيرش لايت بيكتشرز.

## القصة
تدور أحداث القصة بعد ثلاثة أشهر من الجزء السابق، حيث تحاول إحدى الجماعات الإرهابية تفجير مصنع للأخشاب، تقوم عناصر الشرطة بتتبع هؤلاء الأفراد الخارجين عن القانون واستهدافهم لمنع حدوث تلك العملية على الحدود الكندية الأمريكية حفاظًا على الأمن العام ولفرض سيادة القانون على كافة ربوع الولايات المتحدة بما فيها المناطق الحدودية.

## البطولة
- جاي تشاندراسيخار بدور تورني راماثورن
- بول سوتر بدور جيف فوستر
- ستيف ليم بدور مكنتاير ووماك
- إريك ستولهانسك بدور روبرت روتو
- براين كوكس بدور جون هاغن
- ماريسا كوفلان بدور أورسولا هانسون
- ليندا كارتر بدور محافظة فيرمونت جيسمان
- روب لوو بدور غاي لي فرانك
- إيمانويل الشريكي بدور جينيفيف أوبوا
- تايلر لابين بدور شرطي كندي
- ويل ساسو بدور شرطي كندي
- جيم غافيجان بدور لاري جونسون

## وصلات خارجية
- سوبر تروبرس 2 على موقع IMDb (الإنجليزية)
- سوبر تروبرس 2 على موقع ميتاكريتيك (الإنجليزية)
- سوبر تروبرس 2 على موقع روتن توميتوز (الإنجليزية)
- سوبر تروبرس 2 على موقع ألو سيني (الفرنسية)
- سوبر تروبرس 2 على موقع Turner Classic Movies (الإنجليزية)
- سوبر تروبرس 2 على موقع أول موفي (الإنجليزية)
- سوبر تروبرس 2 على موقع بوكس أوفيس موجو (الإنجليزية)
- سوبر تروبرس 2 على موقع فيلمافينيتي (الإسبانية)
- سوبر تروبرس 2 على موقع قاعدة بيانات الفيلم (الإنجليزية)
- سوبر تروبرس 2 على موقع ليتربوكسد (الإنجليزية)

- سوبر تروبرس 2 على قاعدة بيانات الأفلام على الإنترنت